# 11434 Lohnert
A 11434 Lohnert (korábbi nevén 1931 TC2) a Naprendszer kisbolygóövében található aszteroida. K. Reinmuth fedezte fel 1931. október 10-én.

## Kapcsolódó szócikk
- Kisbolygók listája (11001–11500)